# Форествил (Калифорнија)
Форествил (енгл. Forestville) насељено је место без административног статуса у америчкој савезној држави Калифорнија.

## Демографија
По попису из 2010. године број становника је 3.293, што је 923 (38,9%) становника више него 2000. године.
| Група             | 2000.         | 2010.         |
| Белци             | 1.974 (83,3%) | 2.702 (82,1%) |
| Афроамериканци    | 27 (1,1%)     | 32 (1,0%)     |
| Азијати           | 38 (1,6%)     | 53 (1,6%)     |
| Хиспаноамериканци | 237 (10,0%)   | 406 (12,3%)   |
| Укупно            | 2.370         | 3.293         |